# یوگنی کوروتیشکین
یِوگِنی کوروتیشکین (به انگلیسی: Yevgeny Korotyshkin) (زادهٔ ۳۰ آوریل ۱۹۸۳) شناگر اهل روسیه است.